# 土建国家
土建国家（どけんこっか）とは国家の形態を表す言葉。土建国家とされている国家は公共事業を行うこととして膨大な公費を土木建築工事に投入している。公費が投入された結果、高速道路や高速鉄道や競技場などが建設されている。特に高度経済成長の頃の日本は土建国家であったと言われる。土建国家となっている国家では、政官財の癒着による弊害も見られる。今後の日本は、東日本大震災からの復興や東京五輪の施設建設などの多額の費用が公費から割り当てられるため、再び土建国家となるであろうとも言われる。